# Месіс Павло Шефтельович
Павло́ Ше́фтельович Ме́сіс (рос. Павел Шефтелевич Месис; * 1917, Кам'янець-Подільський — † 1943) — радянський астроном.

## Біографія
Ще школярем Павло Месіс зацікавився математикою та астрономією, публікувався в науково-популярному журналі «Вестник знания». Про це він повідомив у листі почесному членові Академії наук СРСР Миколі Морозову, написаному 27 листопада 1933 року. 16-річний Павло просив, щоб Микола Олександрович надіслав йому свої книги (праці про будову речовини, «Функция», «Основы качественного физико-математического анализа», «Законы сопротивления упругой среды движущимся телам», «Начала векториальной алгебры», «На границе неведомого», «Пророки» тощо), а також свою сучасну фотокартку. Учений відгукнувся на лист школяра, надіслав йому свій портрет із написом «На добру пам'ять». У листі-відповіді від 1 лютого 1934 року Павло подякував Миколі Морозову за лист і фотографію, але засмутився тим, що вчений не надіслав йому своїх праць.
1941 року Павло Месіс закінчив Свердловський університет. Деякий час він працював в Астрономічному інституті імені Штернберга, який тоді перебував в евакуації в Свердловську. Був аспірантом цього інституту від січня до серпня 1943 року. Працюючи в інституті, брав участь в укладанні таблиць сходу та заходу Сонця та Місяця приблизно для 45 пунктів СРСР. Ці таблиці були призначені для радянських льотчиків і моряків.
У серпні 1943 року Месіса призвали в армію. Невдовзі він загинув унаслідок нещасного випадку. Коли Месіс був аспірантом, йому як навчальний етюд дали тему про збіжність послідовних наближень у способі Гауса визначення орбіт. Проте отримані Месісом результати виявилися досить цікавими, тож 1947 року їх посмертно опублікували в бюлетені Інституту теоретичної астрономії .

## Праці
- Таблицы восхода и захода солнца и луны на второе полугодие 1942 г. / Составители Л. В. Сорокин, П. Ш. Месис, М. А. Томсон и др. — Москва: Воениздат, 1942. — 211 с.
- Месис П. Ш. О сходимости последовательных приближений в способе Гаусса определения орбит // Бюллетень Института теоретической астрономии. — Т. IV. — № 1 (54). — Издательство Академии наук СССР, 1947. — С. 31—39.